# 野上啓二
野上 啓二（のがみ けいじ、1928年2月12日 - 2018年4月2日）は、日本の経営者。岡山県出身。

## 経歴
1948年に山口経済専門学校を卒業し、同年にトヨタ自動車工業に入社。1980年9月に取締役に就任し、1986年9月には常務に就任した。
1987年10月に豊田通商専務に就任し、1988年6月には副社長に就任し、1989年6月に社長に昇格した。1995年6月から1998年6月までに会長を務めた。
JR東海、トヨタ自動車で顧問を務めた。
2018年4月2日老衰のために死去。90歳没。